# 芙烈達·卡蘿
芙烈達·卡蘿（1907年7月6日—1954年7月13日），墨西哥女畫家、社会活动家、前墨西哥共產黨成员，以创作自畫像著称，許多畫作受到墨西哥自然及文化和個人經歷的影響，表達了她對個人身份、痛苦以及生命意義的深刻探索。本名是Magdalena Carmen Frieda Kahlo y Calderón，她出生在墨西哥城南部的科約阿坎街区。父親是德裔猶太畫家與攝影師，家族來自羅馬尼亞的奥拉迪亚（一戰前是匈牙利屬地）及德國巴登-符騰堡邦普福爾茨海姆。芙烈達之夫為著名墨西哥畫家迪亞哥·李維拉。
芙烈達·卡蘿聲稱她是在1910年7月7日出生，但她的出生證明上是寫1907年7月6日。芙烈達·卡蘿可能是希望她的出生年份和墨西哥革命開始的年份一樣，因此她可以和現代的墨西哥一起誕生。芙烈達的作品將墨西哥描繪成是美洲原住民傳統的象征，身為女性主義者，芙烈達也毫不妥協的描述女性的經驗。
墨西哥文化和美洲印第安人文化傳統是芙烈達作品中重要的內涵，有時會被描述為素人藝術或民間藝術。作品中也有許多對於認同、後殖民、性別、階級以及墨西哥種族的問題。她的作品也認為屬於超現實主義及魔幻現實主義，1938年時超現實主義活動的發起者安德烈·布勒描述芙烈達的作品是「圍繞在炸彈周圍的絲帶」。
6歲時芙烈達感染了小兒麻痺，造成了她右腿比左腿要短，也許因為如此，她經常著長裙。（另有臆測她患有脊柱裂的先天疾病，而導致脊椎與腿部的發育問題，小兒麻痹只是使她腿部問題更為明顯而已）。18歲那年的秋天（1925年9月18日），芙烈達出了嚴重的車禍，造成下半身行動不便，而且影響日後懷孕的可能性。即使一年多後恢復了行走的能力，她仍深受車禍後遺症的痛楚，一生中經過多達三十五次的手術，最終右腿膝蓋以下還是必須截肢。芙烈達在苦痛中用繪畫來轉移注意力，畫出了許多她對於病痛的感受和想像，她的作品經常充滿了隱喻、具象的表徵、讓觀者震驚於一個女人所承受的各種痛苦。她畢生的畫作中有55%是一幅又一幅的、支離破碎的自畫像（如器官分離、開刀、心臟等具體的表徵、代表畫家的痛苦），此外，芙烈達也深受墨西哥文化的影響，她經常使用明亮的熱帶色彩、採用了寫實主義和象徵主義的風格。
由於車禍的後遺症，芙烈達和其他人是隔離的，這種隔絕也影響到她的作品，其中許多是她的自畫像，芙烈達說：「我畫自畫像，因為我常獨處，也因為我是我自己最了解的主題。」她也曾說過：“I was born a bitch. I was born a painter.”。

## 戀情

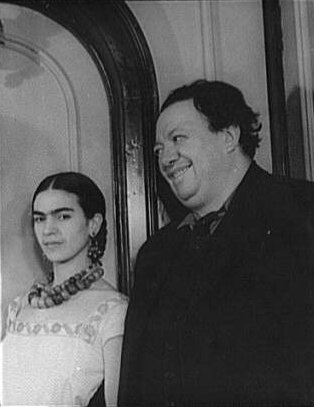
芙烈達·卡蘿與迪亞哥·利弗拉 1932年

芙烈達的畫作吸引了墨西哥很有地位的著名壁畫家迪亞哥·李維拉注意，造成了他們兩個糾纏的婚姻，芙烈達初時與迪亞哥學畫，後來陷入熱戀，隨即結婚。婚後，迪亞哥風流的行為並沒有因承諾而收斂，芙烈達卻因為深愛他而一再容忍，直到迪亞哥犯下讓她最痛心的過錯——染指她的親生妹妹才分居。這段期間芙烈達到巴黎辦個展，才發現自己對丈夫的愛已勝過愛自己，迪亞哥卻提出離婚的要求。
後來兩人又走在一起，迪亞哥重新向芙烈達求婚，直到芙烈達的生命終點，迪亞哥一直陪在她身邊。
芙烈達同時也是墨西哥社會運動的支持者，流亡的蘇聯革命領袖列夫·托洛茨基來到墨西哥後，曾受迪亞哥·利弗拉招待。當時托洛斯基因為被蘇聯領袖史達林驅逐出境，而流亡到墨西哥。托洛斯基夫妇先是住在芙烈達的家中，傳說中托洛斯基與芙烈達有一段情，因此托洛斯基夫妇搬到了几条街之外的科瑤坎另一处房子，之后在那里遇刺。

## 逝世

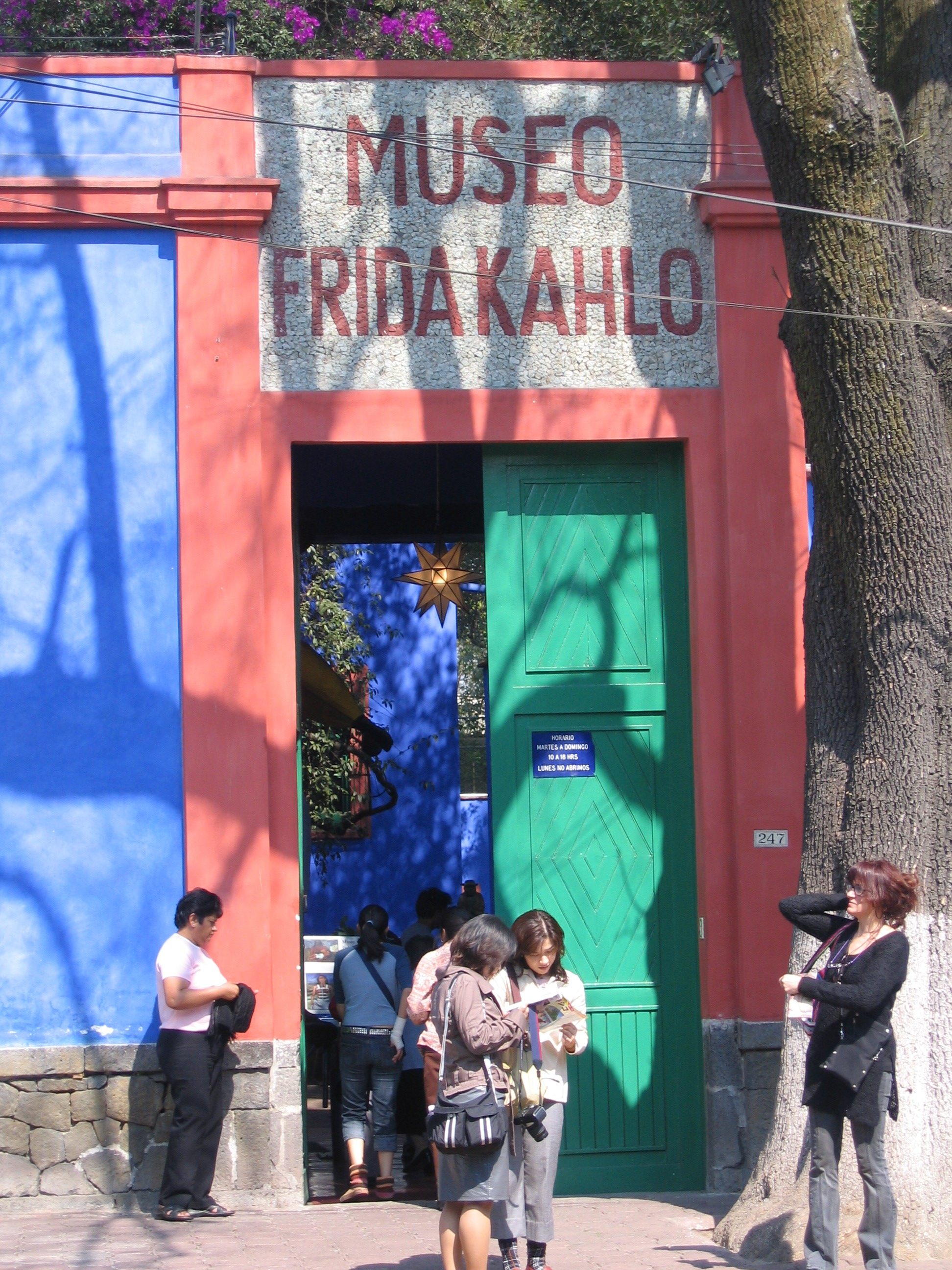
芙烈達的故居“蓝房子”

在托洛斯基死后不久芙烈達转变想法，支持斯大林的苏联政权。
芙烈達的死至今仍眾說紛紜，最普遍的說法是她在1954年7月13日病故，但也有人推測其為自殺。她被葬在科搖坎，目前芙烈達的故居“蓝房子”（La Casa Azul）已成為了博物館。其中至今仍陈列着她临死之前的遗物，包括杭州刺绣厂出品的马恩列斯毛的绣像，和一幅在画架上尚未完成的毛泽东画像。

## 特色
自從芙烈達卡蘿在年輕的那場車禍後，她花了大量時間在醫院進行手術與治療。芙烈達一生中接受了約三十多個手術，有很長一段時間她喪失工作能力只能在床上度日。所以芙烈達很常畫自己，畫自己私人世界的情感關係，她將個人經歷的痛苦、受盡折磨的身體和她的癡迷全都畫進圖中。她在床上創作，床是家中最私人的部份。芙烈達許多畫作都與醫療圖像有關，以流血的自己和暴露的傷口呈現出她的苦痛和受到的傷害。有人認為創作是其中一種心理治療的形式，一種以圖畫作為處理傷痛、抵抗絕望與重新獲得對殘敗身軀控制權的方式。哈蕊拉 (Hayden Herrera)相信「卡蘿已經成為美國女性主義眼中的英雄，他們欽佩她用以紀錄女性才有的生產、流產、愛情不順遂等經驗時所用的那種毀滅式的坦白。」繪畫為芙烈達帶來快樂、希望和力量。 
芙烈達的畫作常以根的想像為特色，根從她的身體長出，將把她綑綁在地上。以正面的角度這反映了個人成長的主題；若以負面視角則為被困在特定的地方、時間和情況；以一個模稜兩可的視角則表現出過去的回憶如何以好的甚至壞的影響現在。在《我的祖父母、我的父母與我》（My Grandparents, My Parents, and I ）這幅畫中，芙烈達把自己畫成一個十歲、手拿緞帶從古老樹木生出的孩子。但芙烈達的左腳是從地面上長出的樹幹，這反映出芙烈達對於全人類整體和他對墨西哥的看法。在卡蘿的畫中，樹象徵著希望、力量與越過世代間的連續性。另外，芙烈達的畫作以頭髮視作成長和女性象徵。在《短髮自畫像》中，畫中的芙烈達穿著男性西裝還有她剛剪去的頭髮。她手握剪刀且其靠近他的生殖器官，這可以理解為對里維拉的威脅—里維拉的不忠激怒了芙烈達，所以她以傷害自己身體作為威脅。更多的是，此畫不僅反映了芙烈達對里維拉的挫敗，並且反映了她對於墨西哥父權價值的不安，就像剪刀象徵一個具有傷害性且陽剛的威脅方式，既隱喻又直接地剪去她女性的部分。在墨西哥，宣揚男子氣概的傳統西班亞價值被廣泛接受認可，但卡蘿對此感到不認同。
儘管芙烈達將她自己的人生放入畫中。她不僅用這些表示她的主觀經驗，還提出了關於墨西哥的社會和自問認同建構的問題，特別是性別、種族和社會階層方面。為了通過藝術探索這些問題，芙烈達發展了一種複雜的肖像畫，在他的畫中廣泛使用了前哥倫比亞時期和基督教的符號及神話。阿茲特克神話在芙烈達畫作佔有重要位置，其中芙烈達最常運用阿茲特克中的女神科亞特利庫埃。芙烈達雖然很少畫出整個雕刻形式，卻反覆用到斷頸和骷髏項圈。除了科亞特利庫埃的形象外，芙烈達在畫中也用到心和骨架的意象。這三者在阿茲特克藝術和芙烈達的墨西哥精神中都是重要的象徵，象徵自黑暗中三發光明、自死亡而生，述說芙烈達不僅在自身健康和生命中掙扎，還有一個國家的奮鬥。
芙烈達的畫作常具有墨西哥意識的雙重性，以《愛擁抱著宇宙、地球、狄耶哥、我和艾克索洛托先生》這幅畫中為例，穿著提瓦納袍子的芙烈達懷中抱著如同嬰兒般的里維拉，而兩人又被身上長出墨西哥仙人掌的碩大而保護的地母還抱著。畫中的小狗即艾克索洛托先生，是芙烈達的寵物。但在畫中為狗取這個名字顯然是有關生而死，必須看成是名字和動物兩者所形成的雙關語。艾克索洛托先生可代表阿茲特克在冥界的狗，狗可以代表戰士艾克索洛托，也可以是叫做艾克索洛托的奎查可陀的他我。地母受傷的胸口和芙烈達割開的脖子，愛的擁抱也可能意味著死亡。而地母和穿著提瓦納裝的芙烈達乳房上的血滴，都暗指心臟。阿茲特克人通常以血滴或噴出的血來表示他們認為人類生命中的心臟。

## 紀錄片
- 1982年，德国曾以芙烈達為主角拍過同名自傳性紀錄片。
- 1984年，另一部電影《弗里達的寂靜人生（英语：Frida Still Life）》由墨西哥導演Paul Leduc（英语：Paul Leduc (film director)）推出，墨西哥女演員Ofelia Medina（英语：Ofelia Medina）飾演芙烈達。
- 2002年，米拉麥克斯影業發行了《揮灑烈愛》（Frida，港譯《筆姬別戀》，大陸譯《弗里達》），由茱莉·泰摩（英语：Julie Taymor）執導，墨西哥女演員莎瑪·希恩飾演芙烈達[18]。
- 2024年，卡拉·古铁雷斯（[Carla Gutierrez] 错误：{{Lang}}：缺少语言标签（帮助））導演了《弗里達》紀錄片。

## 腳註

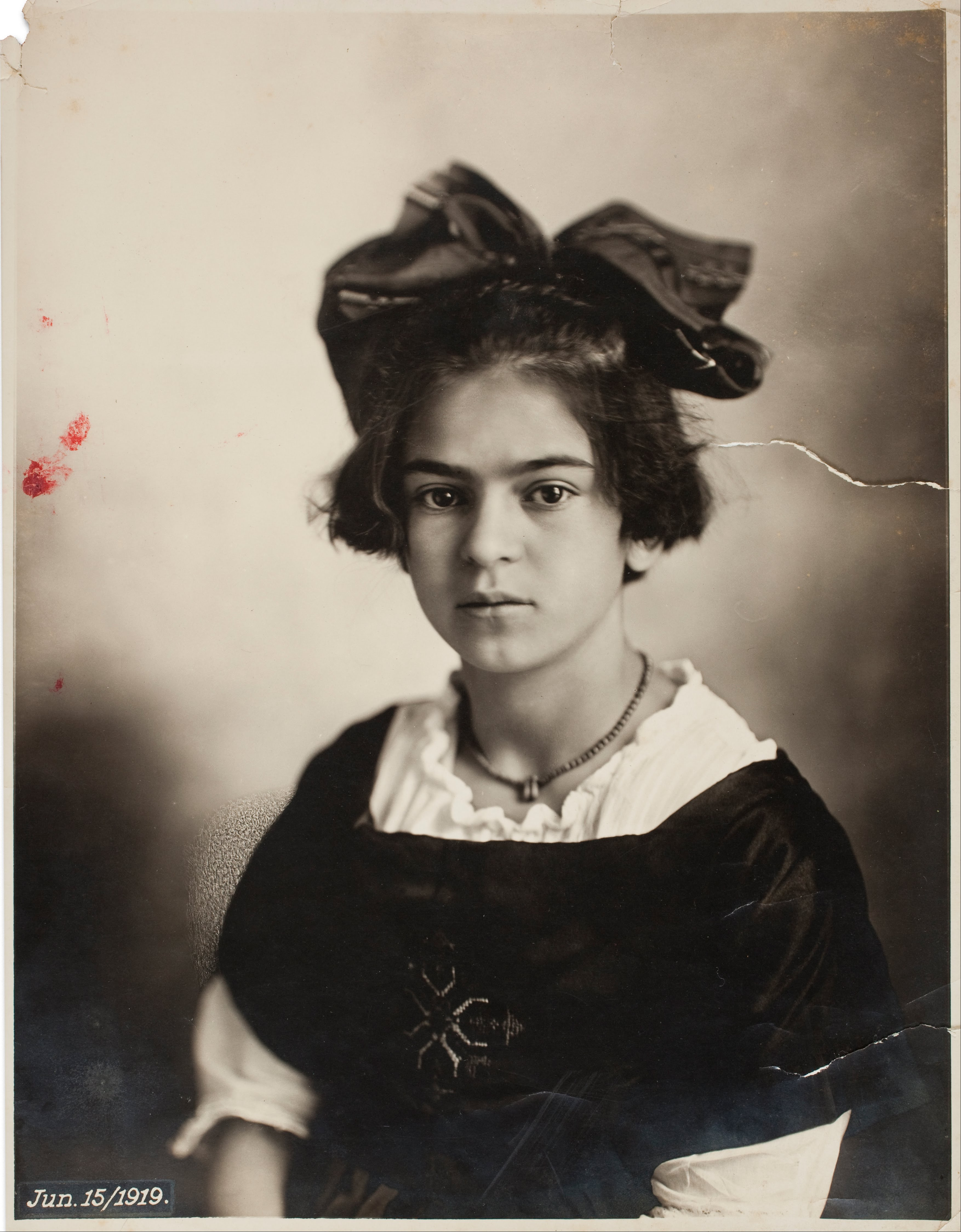
芙烈達·卡蘿，摄于1919年6月15日

1. ↑   （中国大陆又译弗丽达·卡洛、弗里达·卡洛）

## 外部連結
- 芙烈達的畫作 （英文）
- 芙烈達的畫作包含自傳簡述等。（英文）
- 拜訪La Casa Azul （页面存档备份，存于） 芙烈達的家（英文）